# Cratere Bavörr
Bavörr è un cratere sulla superficie di Callisto.